# هربرت تومسون (لاعب كريكت)
هربرت تومسون (6 ديسمبر 1869 - 22 أكتوبر 1947) (بالإنجليزية: Herbert Thompson)‏ هو لاعب كريكت بريطاني (وحمل سابقاً جنسية المملكة المتحدة لبريطانيا العظمى وأيرلندا).